# Ямпільська республіка
Ямпільська республіка — короткочасна держава, створена в умовах окупації основних територій УНР. Заснована на принципах військового самоуправління з визнанням політичного проводу уряду УНР (у тому числі в екзилі).

## Феномен республіки
Термін «Ямпільська республіка» уперше використав у своїх спогадах Дмитро Косаковський — Кетрос, учасник національно-визвольних змагань, який народився у селі Кетроси (з 1946 р. Довжок, Ямпільського району) і брав діяльну участь у боротьбі, а в 1958 році в Лондоні видав книжку спогадів «Так творилося українське військо (1917–1919)»
В кінці грудня 1918 полковник Семен Ільницький, сотники Іван Косаковський, Семен Карачковський, «унтер» Василь (прізвище невідоме), козак Дмитро Косаковський, сотники Лампіґа, Датій, брати Максим і Яків Балабани з Писарівки, Гаврило Одайник з Яланця — за їхньою ініціативою у Кетросах було створено військовий підрозділ — Марківська сотня у складі майже тисячі чоловік, метою була оборона села у період революційної боротьби.
28 січня 1919 року в Ямполі відбулися вибори до органів місцевого самоврядування. Головою управи обрано Б. Станішевського, головою думи В. Акиндинова, комісаром повіту Мусієнка. Начальником збройних сил став Семен Ільницький, його заступником і начальником штабу сотник Іван Косаковський. Військовим комендантом Ямполя призначено сотника Лампіґу. Марківська сотня повністю увійшла до складу нової військової формації — Окремого Наддністрянського куреня, що налічував 2—3 тис. осіб. У виступі перед козаками С.Ільницький: 
| «Не тримайтеся малого, треба прямувати до величі, до сили, що має нашій батьківщині здобути і утримувати волю. Ви є будівничі тої волі, і ви маєте бути цим горді!» | Курінь складався з піхоти, кінноти, гарматного відділу і польової жандармерії. Козаки невдовзі витіснили всі більшовицькі загони з повіту. Це сучасні Ямпільський і Чернівецький райони та частина території ще п'яти сусідніх районів. На звільненій від більшовиків місцевості люди жили за законами УНР.

## Окупація Ямпільської Республіки
У лютому 1919 року більшовики на кілька днів узяли Ямпіль, але Ільницький їх вибив. Контрольована територія охоплювала землі від Ямполя до Тиврова, Жмеринки, Вапнярки, Крижополя, Рудниці, північних районів Одещини та сучасної Придністровської Молдовської республіки. Кожне село мало охоронні сотні. Діяли польова жандармерія, піхотні, гарматні, кулеметні відділи. Козаки планували просуватись широким фронтом від Жмеринки до Одеси з Армією УНР проти сил Григорія Котовського та Федора Криворучка. В лютому 19-го у Вапнярці частини Наддністрянського куреня зустрілись і увійшли у переговори із полком Чорних Запорожців (чорношличників) — пробивалися з оточення. У березні-квітні сюди, до кордонів із Румунією, почав відступали Запорозький корпус, який тіснили більшовики. Окремий Наддністрянський курінь влився в армію УНР. Ядро куреня на чолі з отаманом з боями пробивалося в район Кам'янця-Подільського, де був уряд УНР. Ільницький вирішив повернути в рідні краї, відпустивши до Одеси лише частину своїх козаків. Уже в квітні 1919 року Наддністрянський курінь повернув назад, у рейд по Поділлю, куди проти кінних частин Котовського, щоб потім з'єднатись із армією УНР у районі Проскурова.

## Відновлення юрисдикції УНР
Загинув у бою за Вознесенське «унтєр» Василь під час Першого Зимового походу УНР 1920 року. У бою біля Слобідки впав сотник Іван Крачковський. Пішов із Чорними Запорожцями і не повернувся сотник Кащук; біля села Грушки Могилів-Подільському району мученицькою смертю, різані, колоті і палені, скінчили своє життя сотники Стахурський та Савчинський. Іван Косаковський поліг у бою в червні 1919 р.
У лютому 1920 в Ямполі був голова Ради Народних Міністрів уряду УНР І.Мазепа і здивований — Вінниця тоді перебувала в руках більшовиків — що в повіті українська влада, якою керував колишній повітовий комісар Т. Лампіга. Звідси Мазепа зв'язувався з іншими керівниками уряду та армії.
Саме тут полковник Олександр Удовиченко відновлював Третю Залізну армію УНР. На Ямпільщині у травні 1920 успішно завершився Перший Зимовий похід армії УНР: з'єдналися війська, які наступали із заходу з партизанськими відділами. Місцеві козаки брали участь у Другому зимовому поході.
Ще одним спалахом протирадянської боротьби стало Ямпільське повстання 1921 року.